# 대한민국 형법 제160조
대한민국 형법 제160조는 분묘발굴죄에 관한 형법 각칙의 조문이다.

## 조문
| 제160조 【분묘의 발굴】 분묘를 발굴한 자는 5년 이하의 징역에 처한다. - 본 죄의 미수범은 처벌한다. (→형법 제162조) |

## 판례
- 예로부터 우리 민족은 조상을 높이 숭배하였고, 이러한 조상숭배사상의 영향으로 좋은 장소를 찾아서 조상의 분묘를 설치하고, 그곳을 조상의 시신이나 유골뿐만 아니라 영혼이 자리 잡고 있는 경건한 곳으로 생각하였다. 또한 자손들은 물론 보통사람들도 이를 존엄한 장소로서 존중해야 하며 함부로 훼손하여서는 아니 된다는 관념이 형성되었다. 화장률 증가 등과 같이 전통적인 장사방법이나 장묘문화에 대한 사회 구성원들의 의식에 일부 변화가 생겼다고 하더라도 여전히 분묘에 대한 사회 구성원들의 위와 같은 인식이 소멸하였다거나 본질적으로 변경되었다고 보기 어렵다. 이러한 우리의 전통문화와 사상, 분묘에 대하여 가지는 국민 일반의 가치관 내지 법감정, 범죄 예방을 위한 형사정책적 측면 등 여러 가지 요소를 고려하여 볼 때 벌금형을 선택적으로 규정함이 없이 5년 이하의 징역으로 규정했다고 하더라도 입법재량의 범위를 벗어났다거나 법정형이 과중하다고 보기 어렵다.
사체 등의 오욕죄는 ‘사자에 대한 추도 및 존경의 감정’을 주된 보호법익으로 하고 행위태양도 손괴에 이르지 않는 정도의 유형력 행사에 불과한 반면, 분묘의 발굴죄는 ‘사자에 대한 추도 및 존경의 감정’과 함께 ‘분묘의 평온의 유지’도 그 주된 보호법익으로 하고, 행위태양도 복토의 전부 또는 일부를 제거하거나 묘석 등을 파괴하여 분묘를 손괴하는 것으로, 분묘의 발굴죄는 사체 등의 오욕죄보다 보호법익의 침해 정도가 크고 피해의 정도 또한 중하며 일반적으로 행위자의 책임에 대한 비난가능성도 크다고 할 수 있다. 장사의 방법과 장사시설의 설치·조성 및 관리 등에 관한 사항을 정하여 보건위생상의 위해를 방지하고 국토의 효율적 이용과 공공복리 증진에 이바지하는 것을 목적으로 하는 ‘장사 등에 관한 법률’ 제40조 제8호 위반죄와 형법 제160조 분묘의 발굴죄는 보호법익과 죄질을 전혀 달리한다. 위와 같은 보호법익과 죄질의 차이를 고려하여 법정형에 차이를 둔 것에는 합리적인 이유가 있으므로 형벌체계의 균형성을 상실하여 평등원칙에 위배된다고 볼 수 없다.[1]

## 참고문헌
- 편집부. (2019, 3). 형법 제160조 위헌제청 〈분묘발굴죄사건〉2017헌가33 외. 고시계, 64(4), 113-143.

## 같이 보기
- 신앙에 관한 죄

1. ↑  2017헌가33